# Das Spiel (Film)
Das Spiel (Originaltitel Gerald’s Game) ist ein Psycho- und Horror-Thriller von Mike Flanagan, der am 24. September 2017 im Rahmen des Fantastic Fests seine Premiere feierte und am 29. September 2017 in ausgewählte US-amerikanische Kinos kam. Der Film basiert auf Das Spiel von Stephen King aus dem Jahr 1992.

## Handlung
Jessie Burlingame und Ehemann Gerald reisen für einen romantischen Kurztrip in die Wälder von Maine. In ihrem abgelegenen Landhaus wollen sie gemeinsam etwas Zeit verbringen, weil ihr Sexleben zuletzt durch erotische Fesselspiele wiederbelebt worden war. Als Gerald sie mit ihrem Einverständnis mit Handschellen ans Bett fesselt, überlegt sie es sich jedoch im letzten Moment anders und will das erotische Spiel beenden. Es kommt zum Streit und Gerald erliegt plötzlich einem Herzanfall, während Jessie noch immer an die Bettpfosten gefesselt ist. Ein Hund gelangt durch die offene Tür in das Haus und fängt an, die Leiche von Gerald aufzufressen.  
Gerald und eine selbstbewusste Version ihrer selbst erscheinen ihr als Halluzination und begleiten sie in ihrer misslichen Lage. Jessie reflektiert ihr Leben und ihre Beziehung zu Gerald. Sie erinnert sich unter anderem an sexuellen Missbrauch durch ihren Vater in ihrer Jugend. Die Gespräche mit dem imaginären Gerald und ihrem selbstbewussten Ich stärken ihr Selbstwertgefühl. Während ihrer ersten Nacht erscheint eine deformierte Gestalt an ihrem Bett, Jessie hält diese jedoch auch für eine Halluzination. 
Nach zwei Tagen benutzt Jessie das Glas über ihrem Bett, das bisher ihre einzige Wasserquelle darstellte. Sie zerschlägt es und benutzt die Scherben, um sich aus den Handschellen zu befreien. Im Haus trifft sie erneut auf die Gestalt. Sie fährt mit dem Auto davon, um Hilfe zu suchen, wird jedoch durch die Verletzung bewusstlos und fährt das Auto gegen einen Baum. Anwohner bemerken den Unfall und helfen Jessie. Ein halbes Jahr später hat Jessie einen Selbsthilfeverein für Missbrauchsopfer gegründet. In einem Zeitungsartikel über einen festgenommenen Serienmörder erkennt sie diesen anhand eines Fotos als ihre vermeintliche Halluzination.

## Produktion

### Literarische Vorlage und Stab
Der Film basiert auf Das Spiel von Stephen King aus dem Jahr 1992. Gerald’s Game, so der Originaltitel des Buchs, galt lange als unverfilmbar, weil große Teile der Handlung lediglich im Kopf der Protagonistin Jessie Burlingame stattfinden.
Netflix sicherte sich die Rechte an der Verfilmung des Romans und produzierte den Film auch. Regie führte Mike Flanagan, der zudem gemeinsam mit Jeff Howard Kings Roman für den Film adaptierte. Obwohl im Film viele gruselige Elemente enthalten sind, ist er wie bereits Kings Roman kein reiner Horror. In erster Linie gehe es um Jessie und ihre Art, aufgrund ihres bisherigen Lebens mit der Situation umzugehen, so Markus Fiedler von Focus Online, denn einige Aspekte ihrer Persönlichkeit, die sich angesichts ihrer dramatischen Situation als Gerald und eine coole Version ihrer selbst manifestieren, redeten fast permanent auf sie ein.

### Besetzung und Synchronisation
Carla Gugino übernahm im Film die Rolle von Jessie Burlingame, Bruce Greenwood spielt ihren Ehemann Gerald.
Die deutsche Synchronisation stammt von der TV+Synchron GmbH, Berlin und entstand mit einem Dialogbuch und unter der Dialogregie von Sabine Sebastian. Alexandra Wilcke spricht im Film Jessie Burlingame und Oliver Stritzel ihren Ehemann Gerald.

### Filmmusik und Sounddesign
The Newton Brothers komponierten die Filmmusik. Der Soundtrack zum Film wurde am 29. September 2017 veröffentlicht. Während die Filmmusik minimalistisch gehalten ist, ähnlich wie bereits bei Flanagans Film Hush von 2016 und er es ablehnte, musikalische Verweise an das klassische Horrorgenre einzusetzen, setzte der Regisseur in Das Spiel auf Schweigen und Stille, um eine angsteinflößende Atmosphäre zu schaffen und errichtete eine schwere und düstere Soundkulisse.

### Dreharbeiten und Veröffentlichung
Die Dreharbeiten fanden im Herbst 2016 in der Innenstadt von Mobile und in Point Clear in Alabama statt und wurden im November 2016 nach 23 Drehtagen beendet.
Der Film feierte am 24. September 2017 im Rahmen des Fantastic Fests seine Premiere und kam am 29. September 2017 in ausgewählte US-amerikanische Kinos.

## Rezeption
Der Film konnte bislang 91 Prozent der Kritiker bei Rotten Tomatoes überzeugen und erhielt hierbei eine durchschnittliche Bewertung von 7,7 der möglichen 10 Punkte.
Andy Crump von The Hollywood Reporter meint, es brauchte das gewisse Etwas, um eine Geschichte wie Gerald's Game zu schreiben, und es brauchte dasselbe und eine zusätzliche Geschichte, um das Buch in einen Film zu verwandeln. Dies sei Mike Flanagan gelungen, und er habe offensichtlich von Anfang an gewusst, was er mit Stephen Kings Vorlage anfinge. Es sei ein Projekt, so Crump, das die Bereitschaft erfordert, den Protagonisten zu quälen, und Flanagan quäle Jessie mit Begeisterung, körperlich, aber vor allem seelisch.
Markus Fiedler von Focus Online erklärt, Carla Gugino müsse weite Teile des Films ganz allein stemmen, und das mache sie beeindruckend gut. Während Bruce Greenwood den fiesen Gatten spiele, mache Gugino die Entwicklung Jessies und die einzelnen Phasen ihres Martyriums emotional packend deutlich und den Zuschauer so zum Mitkämpfer an ihrer Seite: „Mit langsamen Kamerafahrten und regelmäßigem Blick durch Jessies Augen hält er beim Zuschauer das ungute Gefühl wach, es könne gleich noch etwas Schlimmeres passieren, als die Frau bisher schon aushalten musste. Dabei vermischt er geschickt die Realität mit den Fantasien, die Jessie immer häufiger hat, sodass dem Publikum regelmäßig die Sicherheit fehlt, sagen zu können, was genau es gerade sieht.“ Lediglich am Ende falle Flanagan von seinem Konzept ab, sich eng an die Vorgabe des Romans zu halten und dichte noch Ereignisse hinzu, die der Film nicht gebraucht hätte, so Fiedler. Der Regisseur nehme damit ein wenig von der Wucht der Grundidee und sorge für ein klareres Ende, als King das offenbar im Sinn hatte.
Brian Tallerico, ein Kritiker für RogerEbert.com, sagt über das Ergebnis, der Film sei ein weiterer Beweis dafür, dass dieser Filmemacher echt sei: „Er hat sicher die beste Version von Gerald's Game gedreht, die man daraus machen konnte, ohne das Buch nicht grundlegend zu überarbeiten.“ Bei seinem Film handele es sich um die bislang beste Stephen-King-Verfilmung des Jahres, so Tallerico, und Flanagans habe damit zugleich seine Teenager-Träume wahrgemacht, denn es handelte sich dabei um sein Lieblingsbuch des Autors. Nach der Der Dunkle Turm und Es ist Das Spiel die dritte Stephen-King-Verfilmung, die im Jahr 2017 in die Kinos kam beziehungsweise online veröffentlicht wurde.